# 出雲日御碕灯台

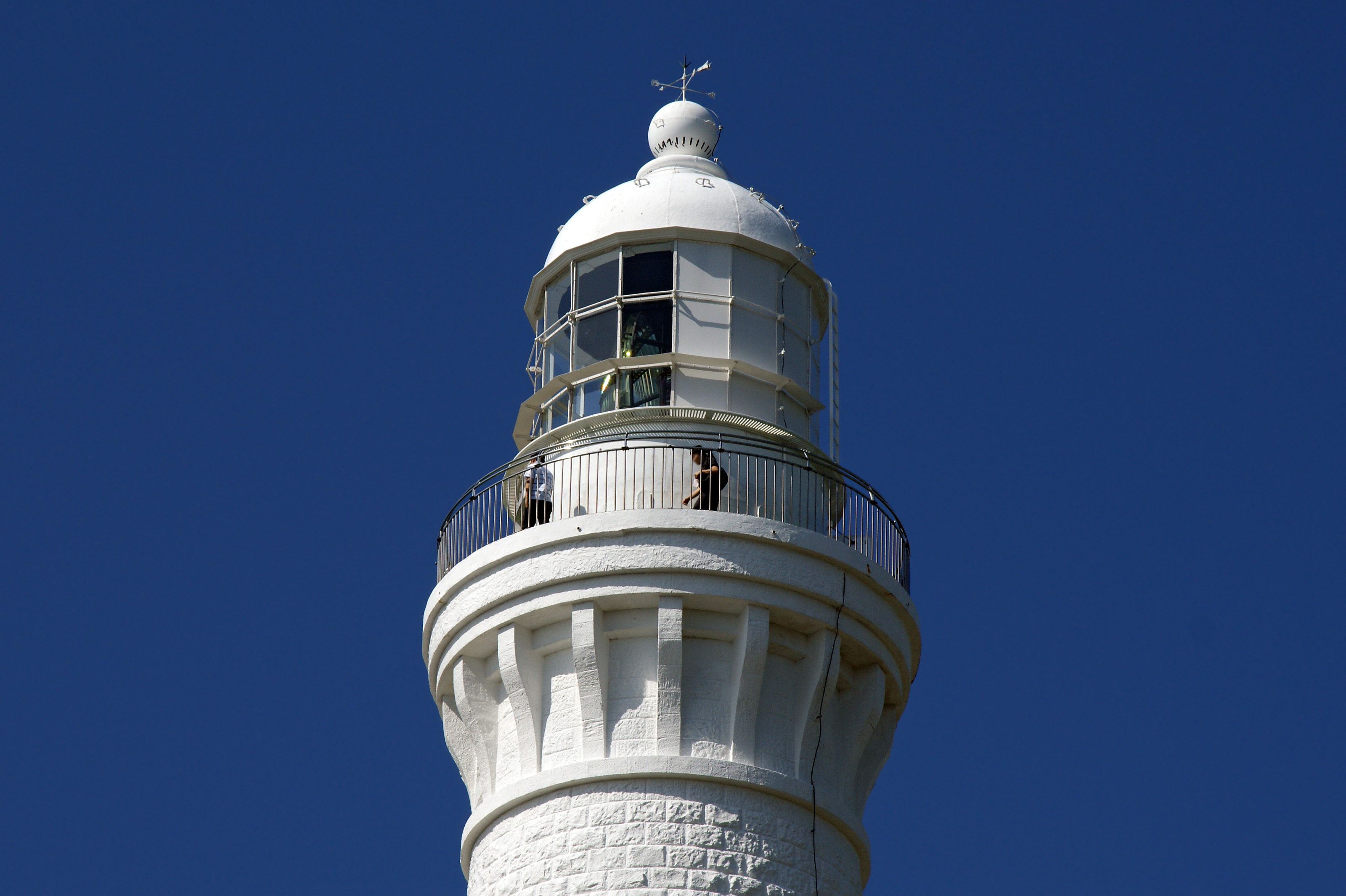
頂上部

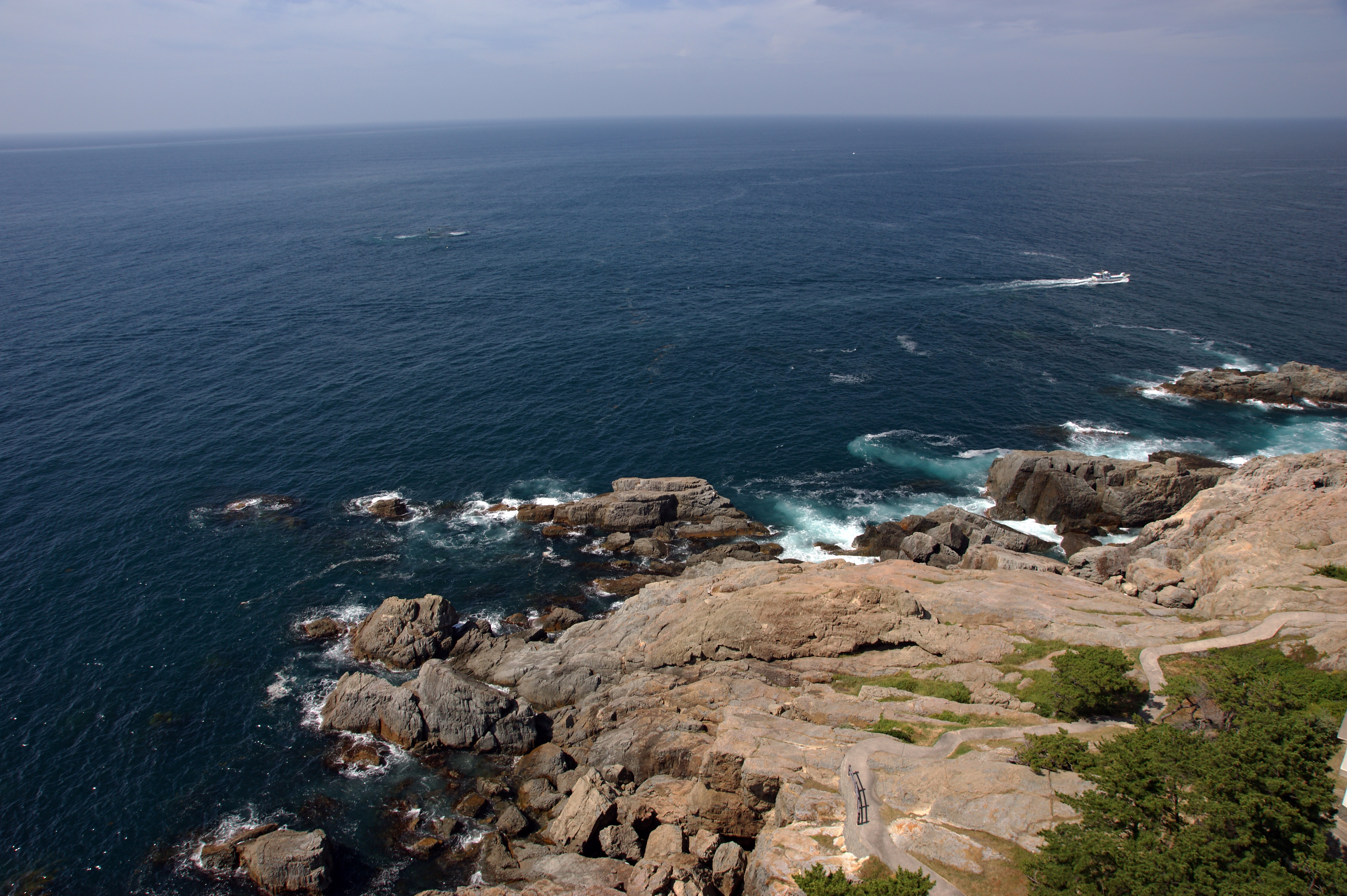
灯台からの日本海

出雲日御碕灯台（いずもひのみさきとうだい）は、島根県出雲市にある日御碕の突端に立つ灯台。国の重要文化財に指定されている。

## 概要
石造灯台としては日本一の灯塔の高さである。周辺は、大山隠岐国立公園の一部となっている景勝地。出雲日御碕サカグリ照射灯（航路標識番号 0822）が併設されている。内側に煉瓦を積み、その外側に石を積んだ二重壁構造。
設計者は石橋絢彦。
世界灯台100選や日本の灯台50選に選ばれた日本を代表する灯台で、歴史的文化財的価値が高いため、Aランクの保存灯台となっている。また、全国に5箇所しかない最大の第1等レンズを使用した第1等灯台でもある。
名称に「碕」が使われている国内唯一の灯台。

## 歴史
- 1900年（明治33年）に着工される。
- 1903年（明治36年）4月1日に初点灯した[4]が、建設当初から日本一の灯塔の高さを誇る大型の石造洋式灯台である。日本人の設計・施工によるもので、同県八束郡森山産の凝灰質砂岩を用い、柱状節理石英角斑岩の基盤の上に建ち、100余年の風雪に耐えてきた。
- 1918年（大正7年）2月4日、1,500W白熱電灯が使用される。
- 1993年（平成5年）から翌年にかけて、耐震補強にあわせた保全が行われた。
- 1998年（平成10年）、世界灯台100選に選ばれる。
- 2022年（令和4年）2月9日、国の重要文化財に指定[5]。

## 一般公開
一般公開（中学生以上300円、小人無料）されている参観灯台で、上まで登ることができる。日本海を一望の下にすることが出来る。灯台内部は土足厳禁であるのが特徴。

## 灯台資料展示室
灯台資料展示室も併設されていて、この灯台の歴史、機能・役割などを学べ、貴重な資料も多数展示されている。

## ギャラリー

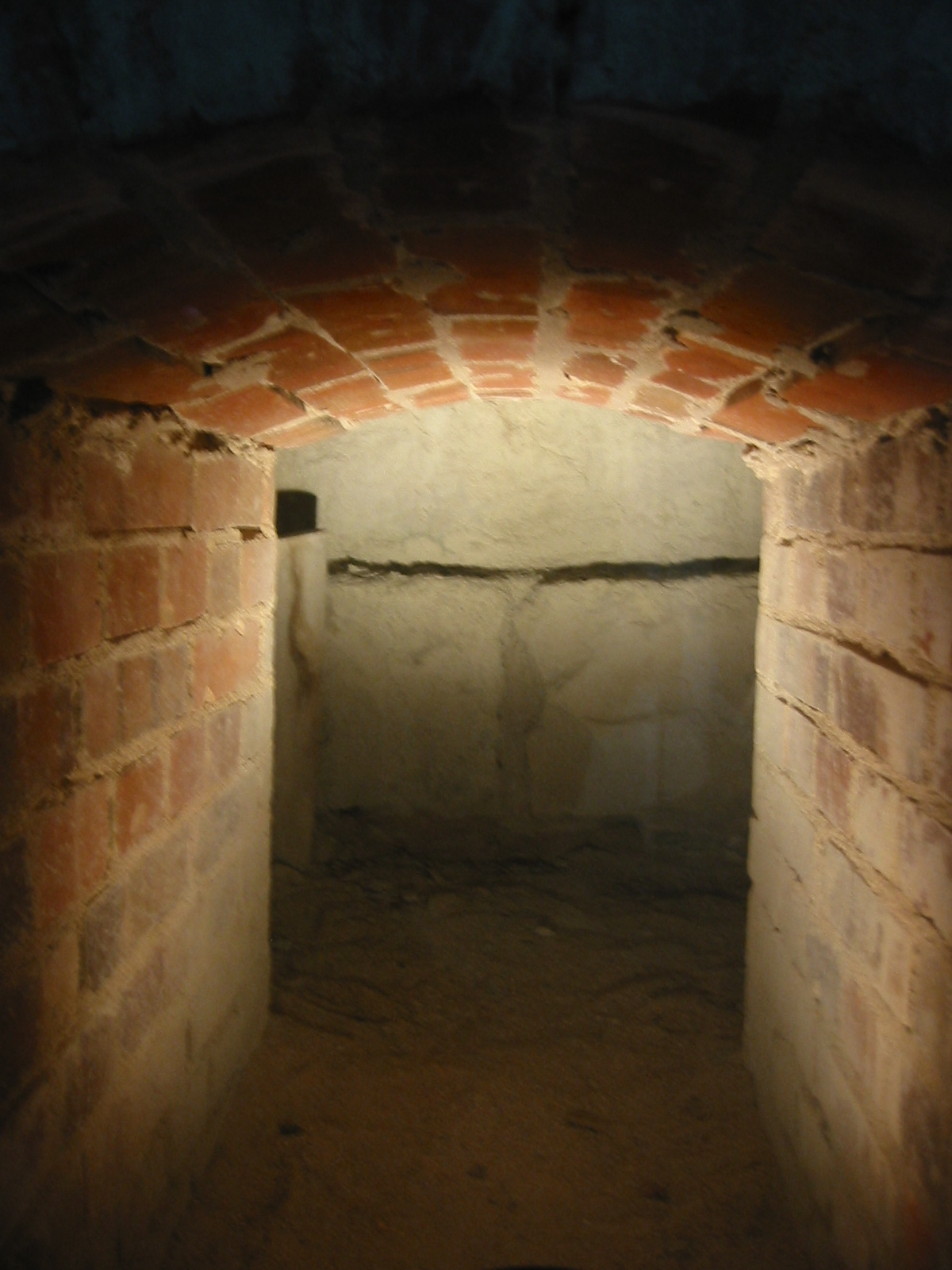
煉瓦と石造りの構造
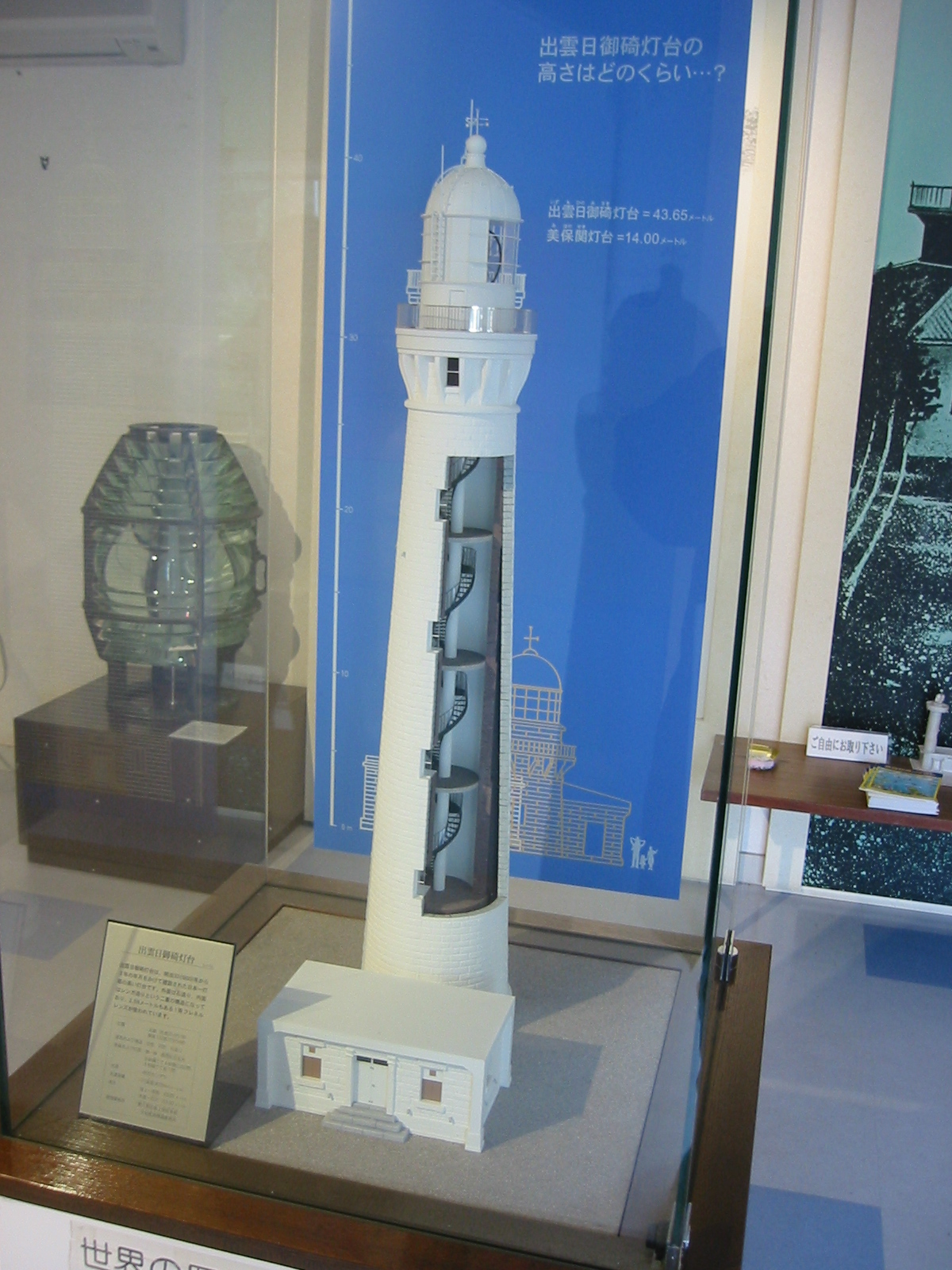
内部構造模型
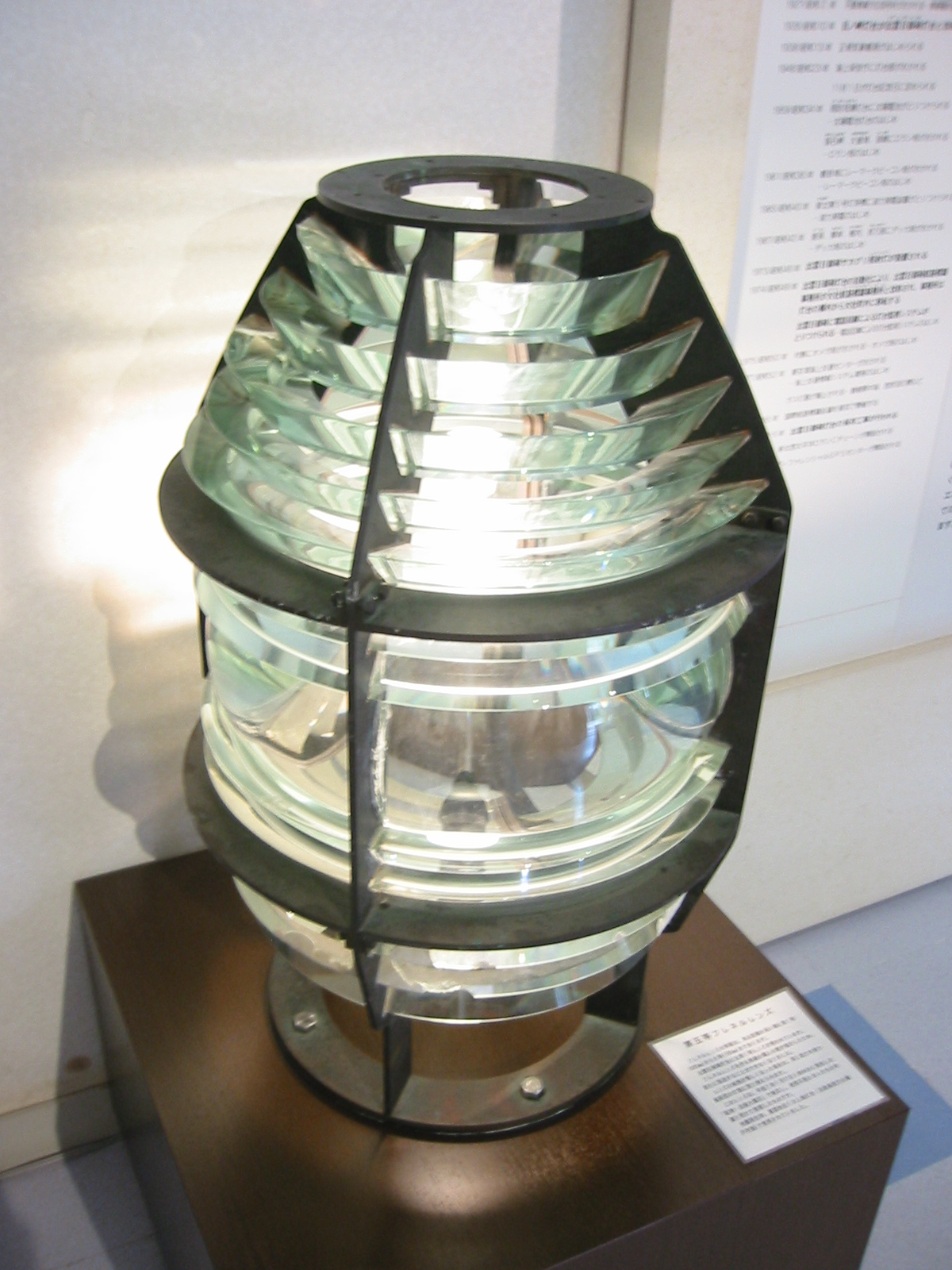
資料展示室に展示されているレンズ
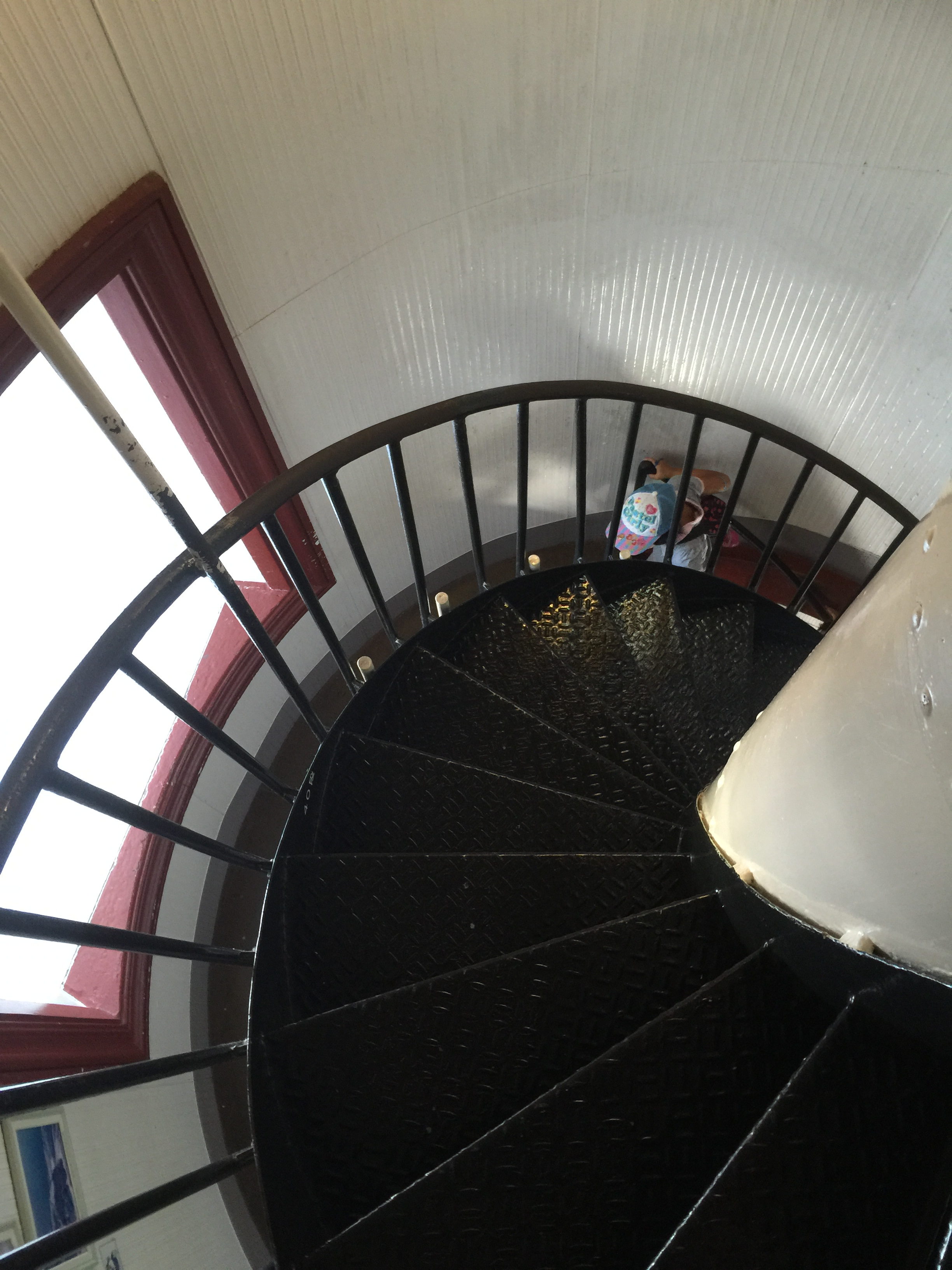
内部階段
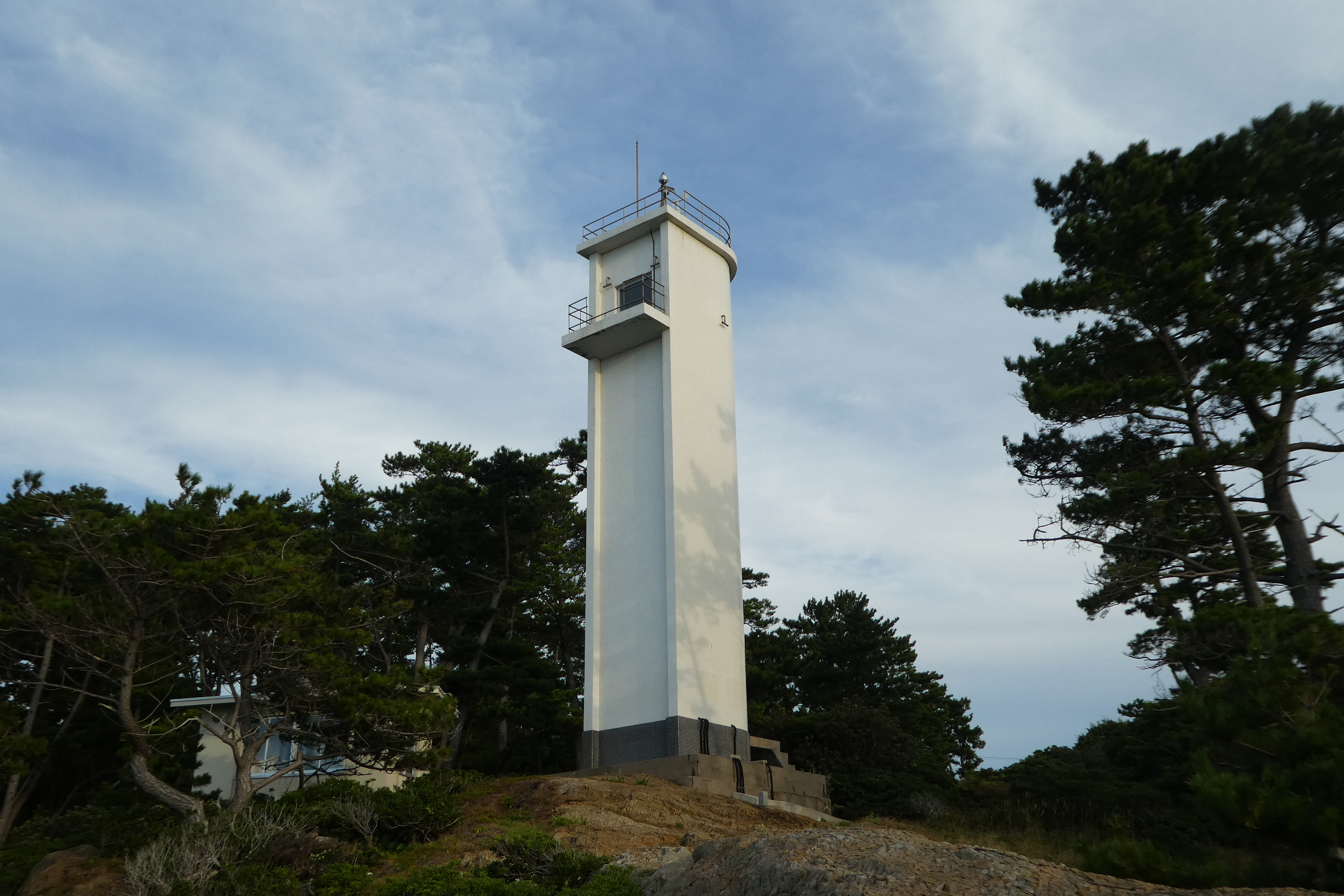
出雲日御碕サカグリ照射灯
- 出雲日御碕灯台